# لو فروست
لو فروست (بالإنجليزية: Lou Frost)‏ هو محامي أمريكي، ولد في 19 سبتمبر 1931 في نيويورك في الولايات المتحدة، وتوفي في 16 يناير 2008 في جاكسونفيل في الولايات المتحدة بسبب سرطان.